# Hunga myrsinoides
Hunga myrsinoides là một loài thực vật có hoa trong họ Cám. Loài này được (Schltr.) Prance mô tả khoa học đầu tiên năm 1983.